# Arcikněz vatikánské baziliky
Arcikněz baziliky sv. Petra ve Vatikánu je zodpovědný za liturgický, pastorační a kulturné provoz vatikánské baziliky. Jde o starobylou funkci, obvakle vyhrazenou kardinálovi. V současné době jde o funkci, kterou obvykle vykonává Generální vikář Jeho Svatosti pro Vatikánské město.

## Senam arcikněží vatikánské baziliky
Od roku 1053 byli arciknězi vatikánské baziliky sv. Petra:
- Giovanni (1053)
- Deusdedit (1092)
- Azzo (1103–1104)
- Rustico de' Rustici (ca. 1128–1131?)
- Griffone (1138–1139)
- Pietro (ca.1140?–1144)
- Bernard (1145?–1176?)
- Giovanni da Sutri (1178–1180)
- Guillaume de Champagne (1185 - 1198)
- Ugolino di Segni (1198–1206)
- Guido Pierleone (1206/7–1228)
- Stefano de Normandis dei Conti (1231–1254)
- Riccardo Annibaldi (1254–1276)
- Giovanni Gaetano Orsini (1276–1277)
- Matteo Rubeo Orsini (1277 – 1305)
- Napoleone Orsini (1306–1342)
- Annibaldo di Ceccano (1342–1350)
- Guillaume de La Jugie (1362–1365)
- Rinaldo Orsini (1366–1374)
- Hugues de Saint-Martial (1374–1378)
- Philippe d'Alençon (1378–1397)
- Cristoforo Maroni (1397–1404)
- Angelo Acciaiuoli (1404–1408)
- Antonio Calvi (1408–1411)
- Pedro Fernández de Frías (1412–1418)
- Alamanno Adimari (1418 - 1422)
- Antonio Correr (1422–1434)
- Giordano Orsini (1434–1438)
- Giuliano Cesarini (1439–1444)
- Pietro Barbo (1445–1464)
- Richard Olivier de Longueil (1464–1470)
- Giovanni Battista Zeno (1470–1501)
- Juan López (1501)
- Ippolito d'Este (1501–1520)
- Marco Cornaro (1520)
- Franciotto Orsini (1520–1530)
- Francesco Corsaro seniore (1530–1543)
- Alessandro Farnese (1543–1589)
- Giovanni Evangelista Pallotta (1589–1620)
- Scipione Caffarelli-Borghese (1620–1633)
- Francesco Barberini (1633–1667)
- Carlo Barberini (1667–1704)
- Francesco Nerli (1704–1708)
- Annibale Albani (1712–1751)
- Jindřich Benedikt Stuart (1751–1807)
- Romoaldo Braschi-Onesti (1807–1817)
- Alessandro Mattei (1817–1820)
- Pietro Francesco Galleffi (1820 – 1837)
- Giacomo Giustiniani (1837 – 1843)
- Mario Mattei (1843 – 1870)
- Niccola Clarelli Parracciani (1870 –  1872)
- Edoardo Borromeo (1872 – 1881)
- Edward Henry Howard (1881 – 1892)
- Francesco Ricci Paracciani (1892 – 1894)
- Mariano Rampolla del Tindaro (1894 – 1913)
- Rafael Merry del Val y Zulueta (1914 – 1930)
- Eugenio Pacelli (1930 - 1939)
- Federico Tedeschini (1939 – 1959)
- Domenico Tardini (1959 – 1961)
- Paolo Marella (1961 – 1983)
- Aurelio Sabattani (1983 – 1991)
- Virgilio Noè (1991 – 2002)
- Francesco Marchisano (2002 – 2006)
- Angelo Comastri (2006  – 2021)
- Mauro Gambetti, O.F.M.Conv., od 20. února 2021